# 副后棱蛇属
副后棱蛇属（学名：Paratapinophis）是有鳞目水游蛇科的一属蛇类。目前还缺乏系统研究。可能是环游蛇属(Trimerodytes)的次定同物异名。

## 种
- 老挝副后棱蛇 (Paratapinophis praemaxillaris Angel, 1929)